# Liste des procureurs de la République près le tribunal judiciaire de Paris
Ne doit pas être confondu avec Procureur général de Paris.

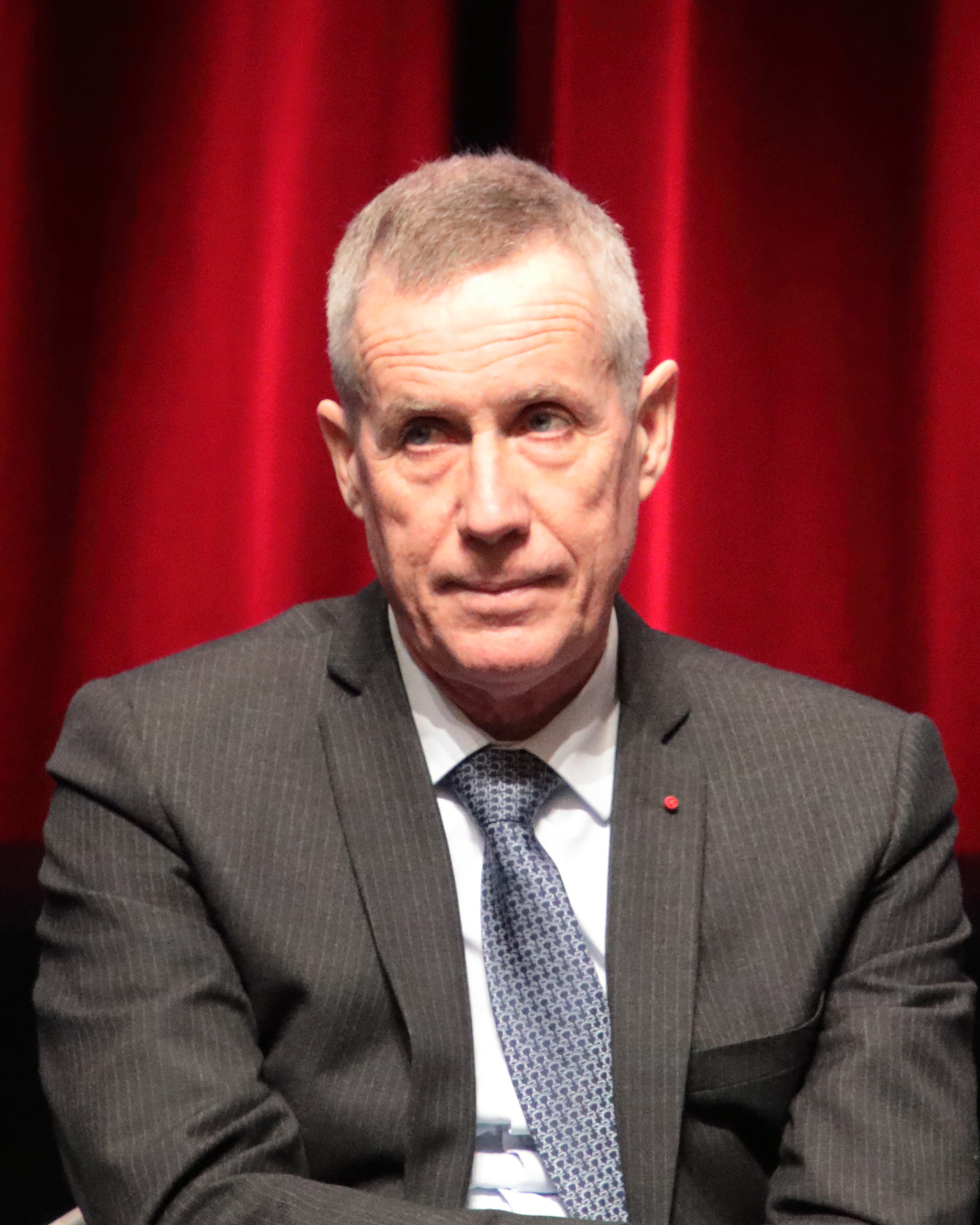
François Molins a été procureur de la République de Paris entre 2011 et 2018.

Cette liste des procureurs de la République de Paris recense les magistrats français ayant exercé la fonction de procureur de la République près le tribunal judiciaire de Paris, ou la fonction équivalente dans l'histoire de la justice.
Leur supérieur hiérarchique est le procureur général près la cour d'appel de Paris.
Le tribunal judiciaire de Paris a la particularité de disposer d'une compétence nationale sur certains domaines (crimes contre l'humanité, crimes commis par les militaires, terrorisme). En 2013 puis 2017, les créations du procureur de la République financier et du procureur de la République antiterroriste retirent certaines affaires au procureur de Paris.
La première femme nommée à ce poste est Laure Beccuau en 2021, après 70 nominations,. 

## Liste des procureurs
Le tableau suivant recense, par ordre chronologique, les procureurs de la République, procureurs impériaux et procureurs du Roi, près le tribunal de première instance de la Seine, le tribunal de grande instance de la Seine, le tribunal de grande instance de Paris (après la scission du département de la Seine en 1964), et le tribunal judiciaire de Paris (après la réforme de la justice de 2019).
| Nom                                                                          | Date et décret de nomination              | Date et décret de nomination              |
| Tribunal de première instance de la Seine                                    | Tribunal de première instance de la Seine | Tribunal de première instance de la Seine |
| ---------------------------------------------------------------------------- | ----------------------------------------- | ----------------------------------------- |
| Arnaud Joubert                                                               | 1er novembre 1805                         |                                           |
| Claude-Joseph-François Jacquinot de Pampelune                                | 26 juillet 1815                           |                                           |
| Louis-Marie de Belleyme                                                      | 12 juillet 1826                           |                                           |
| Jean François Léger Billot                                                   | 6 avril 1828                              |                                           |
| Félix Barthe                                                                 | 2 août 1830                               | [ 1 ]                                     |
| Charles Comte                                                                | 28 septembre 1830                         | [ 2 ]                                     |
| Louis Henri Desmortiers                                                      | 8 mars 1831                               |                                           |
| Félix Boucly (d)                                                             | 7 août 1843                               |                                           |
| Procureur de la République près le tribunal de première instance de la Seine |                                           |                                           |
| Armand Pierre Landrin                                                        | 28 février 1848                           |                                           |
| Oscar Pinard                                                                 | 4 juillet 1848                            |                                           |
| Victor Foucher                                                               | 21 février 1849                           |                                           |
| Jean-Baptiste Lascoux (d)                                                    | 1er août 1850                             |                                           |
| Procureur impérial près le tribunal de première instance de la Seine         |                                           |                                           |
| Félix Cordoën                                                                | 31 octobre 1856                           |                                           |
| Jean Paul Lenormant (d)                                                      | 5 décembre 1861                           |                                           |
| Alex Jérôme Moignon                                                          | 6 juillet 1863                            |                                           |
| Jean Paul Marie Joseph Auguste Desarnauts                                    | 12 novembre 1868                          |                                           |
| Procureur de la République près le tribunal de première instance de la Seine |                                           |                                           |
| Henry Gabriel Didier                                                         | 6 septembre 1870                          | [ 3 ]                                     |
| Théodore René Louis Sallantin                                                | 15 novembre 1871                          | [ 4 ]                                     |
| Victor Louis Jandelise, dit Delisle                                          | 27 décembre 1876                          | [ 5 ]                                     |
| Louis Loew                                                                   | 27 juillet 1880                           | [ 6 ]                                     |
| Camille Bouchez (d)                                                          | 12 avril 1883                             | [ 7 ]                                     |
| Octave Bernard                                                               | 11 mai 1886                               | [ 8 ]                                     |
| Victor Paul Banaston                                                         | 2 octobre 1888                            | [ 9 ]                                     |
| Jules Auguste Clément Marie Roulier                                          | 15 mars 1892                              | [ 10 ]                                    |
| Georges Chenest (d)                                                          | 13 octobre 1894                           | [ 11 ]                                    |
| Gaston Laurent-Atthalin                                                      | 3 septembre 1895                          | [ 12 ]                                    |
| Guillaume Feuilloley                                                         | 25 mai 1898                               | [ 13 ]                                    |
| Léon Bulot (d)                                                               | 25 juin 1899                              | [ 14 ]                                    |
| Jules-Émile Herbaux                                                          | 3 octobre 1900                            | [ 15 ]                                    |
| Paul Cottignies (d)                                                          | 7 juin 1904                               | [ 16 ]                                    |
| Victor Fabre (d)                                                             | 16 juillet 1904                           | [ 17 ]                                    |
| Emmanuel Jalenques                                                           | 13 novembre 1906                          | [ 18 ]                                    |
| Ferdinand Monier (d)                                                         | 17 janvier 1907                           | [ 19 ]                                    |
| Théodore Lescouvé                                                            | 28 janvier 1911                           | [ 20 ]                                    |
| Edmond Scherdlin                                                             | 12 décembre 1917                          | [ 21 ]                                    |
| Abel Prouharam                                                               | 18 octobre 1923                           | [ 22 ]                                    |
| Georges Pressard                                                             | 26 novembre 1928                          | [ 23 ]                                    |
| Georges Gomien                                                               | 27 février 1934                           | [ 24 ]                                    |
| Raoul Cavarroc                                                               | 10 décembre 1934                          | [ 25 ]                                    |
| Léon Ducom                                                                   | 2 mars 1937                               | [ 26 ]                                    |
| Paul Frette-Damicourt                                                        | 15 février 1938                           | [ 27 ]                                    |
| Maurice Gabolde                                                              | 22 novembre 1940                          | [ 28 ]                                    |
| Louis Rousseau                                                               | 2 avril 1943                              | [ 29 ]                                    |
| Robert Vassart                                                               | 30 septembre 1944                         | [ 30 ]                                    |
| Maurice Aydalot                                                              | 17 décembre 1951                          | [ 31 ]                                    |
| Jean Mazard                                                                  | 22 janvier 1957                           | [ 32 ]                                    |
| Adolphe Touffait                                                             | 23 septembre 1958                         | [ 33 ]                                    |
| Procureur de la République près le tribunal de grande instance de la Seine   |                                           |                                           |
| Pierre Orvain                                                                | 6 novembre 1961                           | [ 34 ]                                    |
| Guy Chavanon (d)                                                             | 6 décembre 1963                           | [ 35 ]                                    |
| Procureur de la République près le tribunal de grande instance de Paris      |                                           |                                           |
| Paul Pageaud (d)                                                             | 9 janvier 1968                            | [ 36 ]                                    |
| Paul-André Sadon                                                             | 15 juillet 1975                           | [ 37 ]                                    |
| Louis Barbaroux                                                              | 19 octobre 1976                           | [ 38 ]                                    |
| Christian Le Gunéhec (d)                                                     | 24 avril 1979                             | [ 39 ]                                    |
| Robert Bouchery                                                              | 2 mars 1982                               | [ 40 ]                                    |
| Michel Jeol (d)                                                              | 22 février 1984                           | [ 41 ]                                    |
| Michel Raynaud                                                               | 15 décembre 1986                          | [ 42 ]                                    |
| Pierre Bézard                                                                | 18 juillet 1988                           | [ 43 ]                                    |
| Bruno Cotte                                                                  | 23 août 1990                              | [ 44 ]                                    |
| Gabriel Bestard                                                              | 28 octobre 1995                           | [ 45 ]                                    |
| Jean-Pierre Dintilhac                                                        | 6 avril 1998                              | [ 46 ]                                    |
| Yves Bot                                                                     | 4 octobre 2002                            | ,                                         |
| Jean-Claude Marin                                                            | 22 novembre 2004                          | [ 49 ]                                    |
| François Molins                                                              | 22 novembre 2011                          | [ 50 ]                                    |
| Rémy Heitz                                                                   | 8 novembre 2018                           | [ 51 ]                                    |
| Procureur de la République près le tribunal judiciaire de Paris              |                                           |                                           |
| Laure Beccuau                                                                | 8 septembre 2021                          | [ 52 ]                                    |